# トレイシー・マグレディ
- トレイシー・マッグレディ

トレイシー・ラマー・マグレディ・ジュニア（Tracy Lamar McGrady Jr., 1979年5月24日 - ）は、アメリカ合衆国フロリダ州バートウ出身の元プロバスケットボール、元プロ野球選手（投手）。ポジションはシューティングガードまたはスモールフォワード。愛称は「T-MAC」「スリーピーマグレディ」。1997年から2013年までNBAを中心にバスケットボール選手としてプレイした後、野球に転向し、米独立リーグ・アトランティックリーグのシュガーランド・スキーターズに所属した。

## 経歴

### 高校時代
アメリカ合衆国フロリダ州バートウで生まれ、オーバーンデイルで育つ。ノースカロライナ州のマウントジオン・クリスチャン・アカデミー高校出身。高校のジュニア時代にバスケットボール選手として、USAトゥデイ紙の選ぶ年間最優秀選手のタイトルを受賞。高校4年生の時にはUSAトゥデイとノースカロライナ州から年間最優秀選手に選ばれた。マグレディは高校在学中、ケンタッキー大学に進学するつもりであったが、高校時代の活躍によりNBAの目に留まり、進学は止めてNBA入りを決める。

### トロント・ラプターズ
1997年のNBAドラフトでトロント・ラプターズから1巡目9位で指名を受けNBA入りする。当初は、従兄でありチームメイトであるヴィンス・カーターの活躍もあり、目立った成績を残せずにいたが、3シーズン目あたりからは先発に名を連ねるようになりその才能に注目が集まりだし、カーターとマグレディがマイケル・ジョーダンとスコッティ・ピッペンのようなコンビになると期待も膨らんだ。

### オーランド・マジック
しかし、2000年オフにフリーエージェントになると、エースとしてプレーすることを望んだこともあり、複数球団による争奪戦の末、2000-01シーズンよりオーランド・マジックへ移籍する。その後は一気に個人成績を向上させ、2001年、最も成長した選手に贈られる賞であるMIP（Most Improved Player）を受賞。
2001年、2003年のNBAオールスターゲームには、ファン投票の獲得数で選ばれ先発選手として出場した。2001-02シーズン、2002-03シーズンにはオールNBAファーストチームに選出される。2004年3月10日、対ワシントン・ウィザーズ戦で、NBAシーズン最高記録となる62得点を挙げる活躍をした。
2002-03シーズンは1試合平均32.1得点の成績で得点王。
次ぐ2003-2004シーズンも1試合平均28得点で得点王のタイトルを2年連続で獲得。

### ヒューストン・ロケッツ

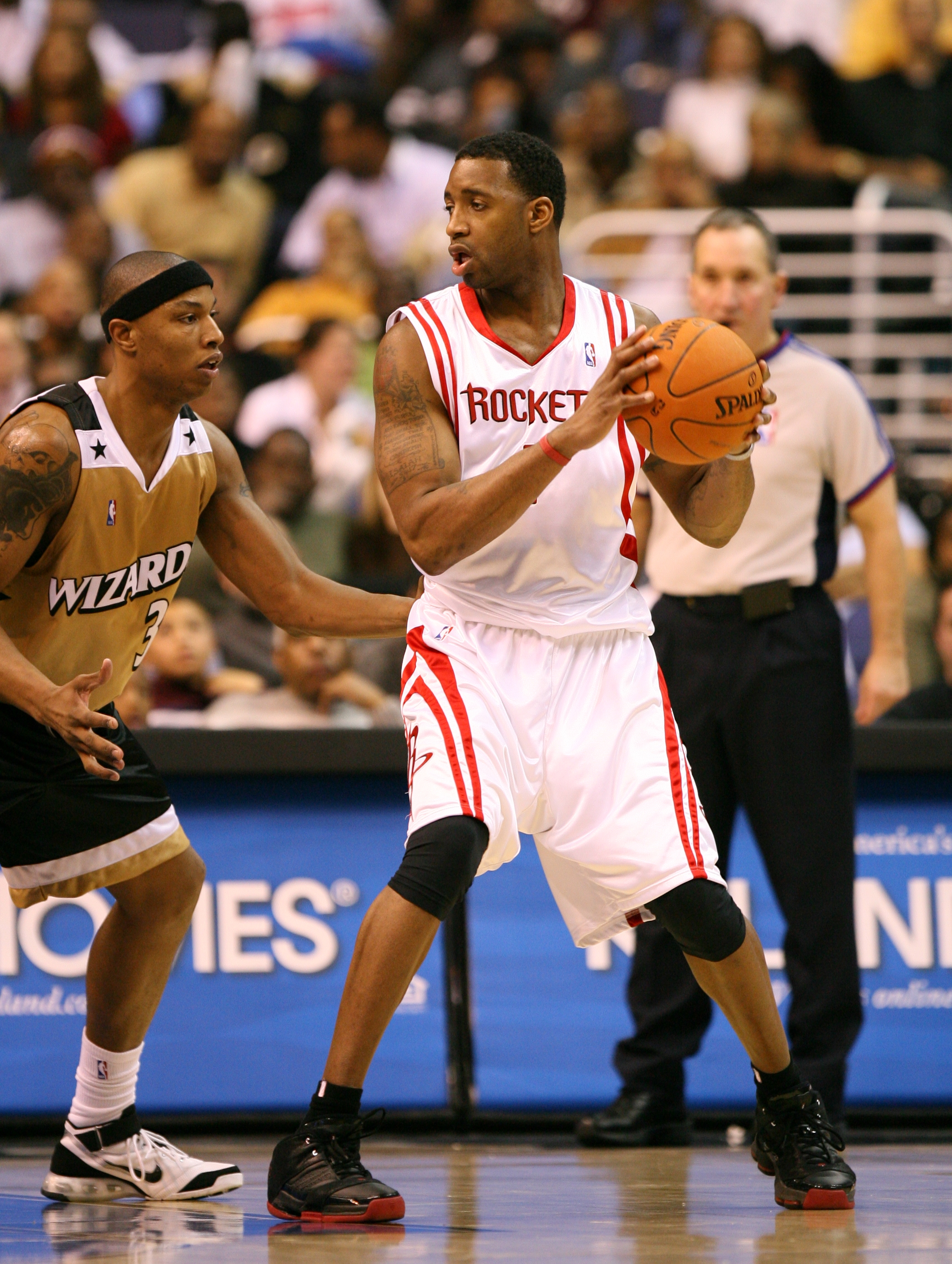
カロン・バトラーとマッチアップしているマグレディ

2004年6月29日、前年のチーム成績不振からトレードを要求し、ヒューストン・ロケッツに移籍した。ロケッツでは中国出身のビッグセンター姚明との2枚看板が注目されたが、デュオを組んで初シーズンとなる2004-05シーズンは期待されたほどの効果は発揮できなかった。翌2005-06シーズン、マグレディは腰痛により35試合を欠場。腰に抱えた故障は慢性化し、マグレディは得点王を獲得した頃のパフォーマンスを発揮することはできなくなった。「姚明を立て、自分は裏方に回る」などの発言もあり、実際にアシストに徹する場面も多くなった。しかし2006-07シーズン中に姚明が骨折により長期離脱すると、腰の痛みに苦しみながらもチームを支え、ロケッツは52勝30敗の好成績を収めてプレーオフに進出した。しかしプレーオフでは1回戦でユタ・ジャズに敗れた。
2007-08シーズンもマグレディと姚明は怪我に苦しんだ。監督がジェフ・ヴァン・ガンディからリック・アデルマンに交代し、補強も進んだロケッツはシーズン前から評判が高かったが、マグレディの欠場が響き、シーズン前半は苦戦を強いられた。そしてシーズン中盤には姚明が左足の骨折でシーズン残りをリタイア。ロケッツは一気に苦境に立たされたに見えたが、ここからロケッツはマグレディを中心に快進撃を始め、NBA歴代第2位となる22連勝を記録した。マグレディ自身はここ8シーズンで自己最低となる平均21.6得点に終わったが、ロケッツが記録した連勝記録はこのシーズン、リーグを最も驚かせた事件の一つとなった。チーム成績は55勝27敗と前のシーズンを上回る勝率を収めたが、プレーオフでは姚明らが故障の中、マグレディは平均27得点をあげ孤軍奮闘の活躍を見せるが、またもやユタ・ジャズの前に1回戦敗退となった。
2008-2009シーズンは左膝故障により本来の調子が戻らず欠場が多くなり、ついには2月に左足の手術を行い、シーズン残り試合を欠場したので、ロケッツはやっと1回戦を突破した。　　　　　

### ニューヨーク・ニックス
2010年2月18日､サクラメント・キングスを巻き込んだ3チームの間のトレードで､ニューヨーク・ニックスへ移籍した。移籍後初めての試合では、マグレディは先発起用され、26得点5リバウンド4アシストを記録。2009年2月以来の20得点オーバーの活躍を見せた。復活の兆しが見えかけたが、再び膝の不調を訴えて自己最低の30試合の出場でシーズンを終えた。

### デトロイト・ピストンズ
2009-10シーズン後、FAとなったマグレディは2010年8月、デトロイト・ピストンズとベテランズ・ミニマム契約を結んだ。

### アトランタ・ホークス
2011年12月、アトランタ・ホークスとベテラン最低年俸で契約を結んだ。

### 青島イーグルス
2012年10月、NBAに留まる最後の希望シャーロット・ボブキャッツへの入団希望が拒否された後、CBAの青島イーグルスに入団し29試合に出場し平均、25得点、7.2リバウンドを記録したが、チーム史上最長の12連敗と最低順位の17位に終わった。

### サンアントニオ・スパーズ
2013年4月、スティーブン・ジャクソンを解雇し、ロースターに空きの出来たサンアントニオ・スパーズとプレイオフ直前に契約を結んだ。

### NBAから引退
2013年8月16日、NBAからの引退を発表した。自身のTwitterに、「16シーズンにわたるNBA生活、7度のオールスター出場、そして数々のエキサイティングな瞬間を支えてくれたみんなにありがとうと言いたい」とのメッセージを投稿。「NBA引退。続きを楽しみに」と、他のリーグでプレーする可能性を示唆したが実現せず、事実上の引退となった。
2017年4月1日、バスケットボール殿堂入りが発表された。更に10月5日には、古巣オーランド・マジックにアレックス・マルティンス球団社長の特別補佐としてフロント入りしたことが発表された。

### 野球への転身
2014年2月4日に米独立リーグ・アトランティックリーグのシュガーランド・スキーターズと契約に合意した。
同年5月10日、アメリカ独立リーグのサマセット戦に先発投手で試合出場した。リーグのオールスターにも選出され、7月16日に行われたオールスターゲームでは1回1/3を投げ、最後の打者からは野球転向後初めての三振を奪った。試合終了後、マクレディは野球からの引退を明らかにした。マグレディは公式戦では4試合で合計6回2/3を投げ、4安打5失点の成績であった。

## NBA個人成績

### レギュラーシーズン
| シーズン | チーム   | GP  | GS  | MPG  | FG%  | 3P%  | FT%  | RPG | APG | SPG | BPG | PPG   |
| -------- | -------- | --- | --- | ---- | ---- | ---- | ---- | --- | --- | --- | --- | ----- |
| 1997–98  | TOR      | 64  | 17  | 18.4 | .450 | .341 | .712 | 4.2 | 1.5 | 0.8 | 1.0 | 7.0   |
| 1998–99  | TOR      | 49  | 2   | 22.6 | .436 | .229 | .726 | 5.7 | 2.3 | 1.1 | 1.3 | 9.3   |
| 1999–00  | TOR      | 79  | 34  | 31.2 | .451 | .277 | .707 | 6.3 | 3.3 | 1.1 | 1.9 | 15.4  |
| 2000–01  | ORL      | 77  | 77  | 40.1 | .457 | .355 | .733 | 7.5 | 4.6 | 1.5 | 1.5 | 26.8  |
| 2001–02  | ORL      | 76  | 76  | 38.3 | .451 | .364 | .748 | 7.9 | 5.3 | 1.6 | 1.0 | 25.6  |
| 2002–03  | ORL      | 75  | 74  | 39.4 | .457 | .386 | .793 | 6.5 | 5.5 | 1.7 | 0.8 | 32.1* |
| 2003–04  | ORL      | 67  | 67  | 39.9 | .417 | .339 | .796 | 6.0 | 5.5 | 1.4 | 0.6 | 28.0* |
| 2004–05  | HOU      | 78  | 78  | 40.8 | .431 | .326 | .774 | 6.2 | 5.7 | 1.7 | 0.7 | 25.7  |
| 2005–06  | HOU      | 47  | 47  | 37.1 | .406 | .312 | .747 | 6.5 | 4.8 | 1.3 | 0.9 | 24.4  |
| 2006–07  | HOU      | 71  | 71  | 35.8 | .431 | .331 | .707 | 5.3 | 6.5 | 1.3 | 0.5 | 24.6  |
| 2007–08  | HOU      | 66  | 62  | 37.0 | .419 | .292 | .684 | 5.1 | 5.9 | 1.0 | 0.5 | 21.6  |
| 2008–09  | HOU      | 35  | 35  | 33.7 | .388 | .376 | .801 | 4.4 | 5.0 | 1.2 | 0.4 | 15.6  |
| 2009–10  | HOU      | 6   | 0   | 7.7  | .368 | .500 | .667 | 0.8 | 1.0 | 0.0 | 0.3 | 3.2   |
| 2009–10  | NYK      | 24  | 24  | 26.1 | .389 | .242 | .754 | 3.7 | 3.9 | 0.6 | 0.5 | 9.4   |
| 2010–11  | DET      | 72  | 39  | 23.4 | .442 | .341 | .698 | 3.5 | 3.5 | 0.9 | 0.5 | 8.0   |
| 2011–12  | ATL      | 52  | 0   | 16.1 | .437 | .455 | .675 | 3.0 | 2.1 | 0.3 | 0.3 | 5.3   |
| Career   | Career   | 938 | 703 | 32.7 | .435 | .338 | .746 | 5.6 | 4.4 | 1.2 | 0.9 | 19.6  |
| All-Star | All-Star | 7   | 6   | 24.6 | .500 | .351 | .619 | 3.0 | 3.9 | 1.6 | 0.4 | 17.1  |

### プレーオフ
| シーズン | チーム | GP | GS | MPG  | FG%  | 3P%  | FT%  | RPG | APG | SPG | BPG | PPG  |
| -------- | ------ | -- | -- | ---- | ---- | ---- | ---- | --- | --- | --- | --- | ---- |
| 2000     | TOR    | 3  | 3  | 37.0 | .386 | .286 | .875 | 7.0 | 3.0 | 1.0 | 1.0 | 16.7 |
| 2001     | ORL    | 4  | 4  | 44.5 | .415 | .200 | .816 | 6.5 | 8.3 | 1.8 | 1.3 | 33.8 |
| 2002     | ORL    | 4  | 4  | 44.5 | .462 | .313 | .739 | 6.3 | 5.5 | 0.5 | 1.8 | 30.8 |
| 2003     | ORL    | 7  | 7  | 44.0 | .448 | .340 | .773 | 6.7 | 4.7 | 2.0 | 0.9 | 31.7 |
| 2005     | HOU    | 7  | 7  | 43.0 | .456 | .370 | .824 | 7.4 | 6.7 | 1.6 | 1.4 | 30.7 |
| 2007     | HOU    | 7  | 7  | 40.0 | .394 | .250 | .737 | 5.9 | 7.3 | 0.7 | 0.9 | 25.3 |
| 2008     | HOU    | 6  | 6  | 41.2 | .425 | .208 | .623 | 8.2 | 6.8 | 1.5 | 0.8 | 27.0 |
| 2011     | ATL    | 6  | 0  | 15.0 | .385 | .000 | .833 | 2.8 | 1.0 | 0.0 | 0.3 | 4.2  |
| 2013     | SAS    | 6  | 0  | 5.2  | .000 | .000 | .000 | 1.3 | 1.2 | 0.3 | 0.5 | 0.0  |
| Career   | Career | 50 | 38 | 34.5 | .426 | .290 | .757 | 5.7 | 5.0 | 1.1 | 0.9 | 22.2 |

## プレイスタイル

### バスケットボール選手として
高い得点能力を誇るスコアラー。全盛期には8年連続平均20得点以上を記録し、得点王にも2回輝いた。1対1のオフェンス能力は非常に高く、攻撃のバリエーションも豊富。フェイクからのペネトレイト、フェイダウェイ、ピボットワークなどを駆使してディフェンスを翻弄し、相手がファウルすれば驚異的なボディバランスでバスケットカウントをもらう。
また優れた跳躍力と長いウィングスパンを活かしたダンクはNBAでも屈指のものである。パスもうまく、2000–01シーズンから2008–09までアシストのシーズンアベレージは4本を超えていた。
また、試合終盤に勝敗を決定づける重要な得点を決めることが出来る、いわゆるクラッチシューターでもある。その最も象徴的な例が2004年12月9日のサンアントニオ・スパーズ戦であり、残り時間35秒から4連続で3点シュート（うち1回は4点プレー）を決めて13得点を挙げ歴史に残る大逆転劇の立役者となった。なお、当時リーグ屈指のディフェンダーであったブルース・ボウエンがマークについていたにもかかわらず、この時の神がかっていたマグレディを止めることはできなかったことも特筆に値する。
一方で姚明を始めとした強力なチームメイトを擁しながらキャリアを通じてプレイオフ1回戦突破したのは、途中加入した2012-13シーズンのサンアントニオ・スパーズ時代だけしかなく、その時も出場機会はほとんどなかった。2009年2月に左ひざを手術して以降、故障者リストの常連化しており、個人成績も下降線を辿ってしまい、晩年は衰えを隠せなかった。

### 野球選手として
203cmの長身から投げ下ろすストレートを武器とするほか、ナックルボール、スライダー、チェンジアップ、カーブなどを投げることができる。

## その他
- ラプターズ時代のチームメイトであるヴィンス・カーターとは従兄弟同士と広く言われているが、実際はカーターの義理の曾祖父とマグレディの祖母が兄妹という関係で、血の繋がりはない。
- 愛称の一つである「スリーピーマグレディ」は普通の顔が眠たそうに見えることに由来する。
- 2002年にアディダスと生涯契約を結んでいる[20]。
- フロリダ州オーランドに所有している自宅はマイケル・ジョーダン、グラント・ヒル、シャキール・オニール、タイガー・ウッズの近所である。
- テレビゲーム「NBA Live 07」のパッケージを飾っている。
- 同世代のライバル、故・コービー・ブライアントは生前、マグレディのことを最も手ごわい選手の一人であったと評した。

## 業績
- オールスター出場：　2001年、2002年、2003年、2004年、2005年、2006年
- オールNBA1stチーム：　2002年、2003年
- オールNBA2ndチーム：　2001年、2004年、2007年
- オールNBA3rdチーム：　2005年、2008年
- 得点王： 2003年、2004年